# Borsa di studio del governo coreano
Il programma di borse di studio del governo coreano, o KGSP, è una borsa di studio accademica finanziata e gestita dall'Istituto nazionale per l'istruzione internazionale (NIIED), una filiale del Ministero dell'istruzione nella Repubblica di Corea (Corea del Sud).
Il NIIED gestisce la borsa di studio Global Korea (GKS) che copre vari tipi di programmi di supporto per gli scambi accademici tra la Corea del Sud e paesi internazionali.

## Programmi
Esistono vari programmi per invitare studenti internazionali in Corea del Sud:
- Il programma di borse di studio del governo coreano per studenti internazionali (KGSPIS)
- Il programma di borse di studio del governo coreano per studiare all'estero (KGSPSO)
- Il programma di invito del governo coreano per i paesi partner
- Il programma di sostegno del governo coreano per studenti di scambio
- Il programma di sostegno del governo coreano per studenti autofinanziati
- GKS per gli studenti di scienze e ingegneria dei paesi appartenenti alla lista ASEAN
- Programma estivo GKS per studenti africani e latinoamericani
- Programma di scambio studentesco congiunto Corea-Giappone dell'istruzione superiore

### Programma per studenti internazionali
Il programma di borse di studio del governo coreano per studenti internazionali (대한민국 정부 초청 장학금?, KGSPIS) fornisce ai "non-coreani" e ai "coreani che vivono all'estero (che soddisfano determinati criteri)" il finanziamento e l'opportunità di condurre studi di livello universitario o post laurea nelle università della Repubblica di Corea. O è necessario da un'università o da un desiderio del vincitore di una borsa di studio, possono ricevere ulteriore sostegno finanziario per l'apprendimento della lingua coreana. Dalla sua concezione nel 1967, oltre 3.000 studenti provenienti da 148 paesi hanno completato con successo il programma di borse di studio.
Questo programma è progettato per invitare talenti internazionali in Corea del Sud e per integrare gli studiosi nella cultura e nella società coreane. Se accettato, ogni studente trascorre in genere un anno in Corea del Sud imparando la lingua coreana, seguito da un programma universitario di 2-4 anni, a seconda del livello di studi. Nel 2015, 820 studenti provenienti da 162 paesi sono stati ammessi al programma di borse di studio. Tuttavia, 270 studenti non hanno conseguito la laurea negli anni 2011-2015, a causa delle percepite barriere linguistiche e culturali.
Ogni studente riceve un sostegno finanziario dal governo coreano sotto forma di un'indennità mensile . Gli studenti universitari ricevono 800.000 KRW al mese mentre gli studenti laureati ricevono 900.000 KRW al mese. Inoltre, il NIIED fornisce biglietti aerei agli studenti da e per il loro paese d'origine all'inizio e alla fine del programma. A ogni studioso vengono inoltre concessi stipendi e altre indennità.
Prima di iniziare i loro studi di laurea, gli studenti borsisti del KGSP sono tenuti a prendere un anno di studi linguistici intensivi presso un istituto linguistico designato. Tutti essi sono tenuti ad ottenere almeno il livello 3 (intermedio) nel Test of Proficiency in Korean (TOPIK) prima di poter proseguire gli studi di laurea. Secondo il NIIED, il livello 3 di TOPIK consente all'individuo di "svolgere le funzioni linguistiche di base necessarie per utilizzare varie strutture pubbliche e mantenere relazioni sociali".
La durata normale del programma linguistico è di un anno, ma può essere annullata, abbreviata o estesa a seconda dei risultati TOPIK dello studente. Gli studenti che hanno precedentemente ottenuto un livello TOPIK di 5 o 6 (avanzato) sono esentati dal programma di lingua e sono tenuti a iniziare immediatamente i loro studi. Se uno studente ottiene TOPIK 5 o 6 entro i primi sei mesi del programma di lingua, è tenuto a iniziare gli studi all'inizio del semestre successivo, riducendo il tempo trascorso presso l'istituto di lingua di sei mesi. Inoltre, gli studenti che non riescono a conseguire il TOPIK 3 dopo un anno di studi linguistici non possono procedere agli studi di laurea e devono svolgere altri sei mesi di studio linguistico presso il loro istituto di lingua. Gli studenti non possono lasciare la Corea del Sud durante il programma di lingua in modo che possano concentrarsi sui loro studi. Tuttavia, vengono fatte eccezioni in caso di emergenze e questioni familiari.
L'istituto di lingua è designato dal NIIED e non può essere modificato. Gli istituti di lingua includono scuole come la Keimyung University e la Dongseo University e si trovano in genere in una città diversa dalla scuola scelta per il corso di laurea. Ciò offre a ogni borsista l'opportunità di esplorare più città della Corea del Sud.
Coloro che non hanno un visto di residenza devono avere un visto D-4 per sottoporsi a studi linguistici.
Durante la procedura di domanda, gli studenti scelgono un corso e un'università per il loro corso di laurea che non può essere modificato, salvo circostanze estreme. Il programma di borse di studio prevede quattro anni per gli studiosi che perseguono la laurea, due anni per la laurea magistrale e tre anni per un dottorato di ricerca . I requisiti di laurea per ogni studente dipendono dal loro programma e università.
Gli studenti che hanno il livello TOPIK 5 o superiore ricevono ulteriori 100.000 KRW al mese per la loro indennità mensile durante i loro studi di laurea. Denaro aggiuntivo viene dato agli studiosi in campi di ricerca post laurea.
Coloro che non hanno un visto di residenza devono avere un visto D-2 per sottoporsi agli studi.
Oltre al sostegno per le lezioni, il costo della vita e l'apprendimento della lingua coreana, anche le seguenti voci sono coperto dal governo della Repubblica di Corea.
- Assicurazione sanitaria nazionale
- Biglietto aereo tra il paese di origine e la Repubblica di Corea (una sola volta)

### Programma per studiare all'estero
Questo è il programma di borse di studio del governo coreano per studenti coreani che studiano presso università internazionali. Questo programma di borse di studio è iniziato dal 1977, sebbene il governo coreano avesse gestito altri programmi di borse di studio prima del 1977. Normalmente, i criteri di selezione e il programma vengono annunciati a marzo o aprile, mentre lo screening e gli esami si svolgono a giugno e luglio. I vincitori selezionati ricevono supporto per biglietti aerei e lezioni per i loro studi presso università internazionali.
Possono partecipare coloro che hanno conseguito la laurea di primo livello in un'università della Repubblica di Corea e che mantengono la nazionalità coreana.
A differenza del programma di borse di studio del governo coreano per studenti internazionali, disponibile per studi universitari e post laurea, questo supporto per i coreani è disponibile solo per studi di livello post laurea.

## Paesi partecipanti
A partire dal 2014, i cittadini di 157 paesi possono richiedere un KGSP.  L'elenco dei paesi viene aggiornato ogni anno, ma è inclusa la maggior parte dei paesi del mondo. Inoltre, 60 università sono designate dal NIIED come istituzioni ammissibili per studi di laurea post laurea.